# Unai López
Unai López Cabrera, né le 30 octobre 1995 à Saint-Sébastien (Espagne), dans la communauté autonome du Pays basque, est un footballeur espagnol. Il évolue au poste de milieu de terrain au Rayo Vallecano.

## Biographie

### Formation
Unai López commence le football à Antiguoko (eu), un club situé dans le quartier de Antigua, à Saint-Sébastien, un club amateur phare de la région, pourvoyeur de joueur de grand talent, connu pour son école de football et ayant fourni de nombreux joueurs devenus professionnels, dont Xabi Alonso, Yuri Berchiche, Mikel Arteta ou  Aritz Aduriz.
Par la suite, il rejoint les cadets de la Real Sociedad, conformément à l'accord de partenariat signé entre les deux clubs. Il restera seulement une saison chez les Donostiens. 
En 2011, il rejoint l'Athletic Club où il évolue dans les équipes de jeunes.
En 2012, il joue pour le Club Deportivo Baskonia, en Tercera Division, équipe filiale de l'Athletic Bilbao, qui constitue leur deuxième équipe réserve et qui est composée des joueurs de moins de 21 ans du club.

### Athletic Bilbao

#### Ascension en équipe première
En 2013, il est promu avec l'équipe réserve du club, l'Athletic Bilbao B, en Segunda División B (équivalent de la troisième division). Il dispute 33 matchs de championnat et marque 2 buts durant cette saison 2013-2014. 
Ses bonnes prestations avec l'équipe réserve sont remarquées par Ernesto Valverde, entraîneur de l'équipe première de l'Athletic Club. Le 2 juillet 2014, Unai Lopez est promu dans l'effectif de l'équipe qui évolue en première division.
Le 27 août suivant, il dispute son premier match en professionnel avec l'Athletic Bilbao lors du match retour des barrages de la Ligue des champions contre le SSC Naples. Il rentre en jeu à la 72e minute à la place de Markel Susaeta. Il délivre une passe décisive pour Ibai Gómez. L'Athletic remporte le match 3-1 et se qualifie pour la phase de poule de Ligue des champions.
Unai Lopez joue toute la saison 2014-2015 avec l'équipe professionnelle, disputant un total de 24 matchs toutes compétitions confondues (19 en première division, 3 en Ligue des champions, 1 en Ligue Europa et 1 en coupe du Roi).

#### Retour en équipe réserve
Lors de la saison 2015-2016, il redescend pour renforcer l'équipe filiale du club, l'Athletic Bilbao B, qui vient tout juste de monter en deuxième division.
Unai Lopez réalise une saison pleine en Liga 2, devenant un cadre et un joueur important de l'équipe. Il joue 37 matchs de championnat, et marque deux buts.

#### Prêt à Leganés
La saison suivante, le 26 juillet 2016, il est prêté pour un an à CD Leganés, tout juste promu en Liga Santander
Le 19 février 2017, il marque son premier but avec son nouveau club en Liga, au Camp Nou, contre le FC Barcelone, lors d'une défaite 2-1.

#### Prêt au Rayo Vallecano
Lors de la saison 2017-2018, il est prêté pour une saison au Rayo Vallecano.

#### Retour à l'Athletic Bilbao
À son retour de prêt, le 4 juillet 2018, il prolonge son contrat le liant avec l'Athletic Club jusqu'en 2022.

## Équipe nationale
Unai López est international espagnol avec les moins de 16 ans, moins de 18 ans, moins de 19 ans et enfin espoirs.